# Eas (Rodas)
Eas (en griego, Οἶαι) es el nombre de una antigua ciudad griega de la isla de Rodas. 
Fue miembro de la Liga de Delos puesto que aparece mencionada en los registros de tributos a Atenas de los años 454/3 —donde pagó un phoros de 3300 dracmas—  y 452/1 a. C. Aparece también atestiguado en una inscripción del siglo I a. C.
Se desconoce su localización exacta pero se ha sugerido que podría haber estado dentro del territorio de Lindos.